# Rudolf Flesch
Pour les articles homonymes, voir Flesch.
Rudolf Flesch (né le 8 mai 1911 à Vienne - mort le 5 octobre 1986 à Dobbs Ferry) est un linguiste américain d'origine autrichienne, expert en stylistique et consultant en communication écrite. Dans sa quête d'une communication vers des publics toujours plus larges, il se fit le propagandiste du plain language imaginé en 1946 par le Britannique George Orwell. Depuis l'avènement de la bureautique, Flesch est mondialement connu pour son test quantitatif de lisibilité, le « test de Flesch-Kincaid », implémenté dans différents logiciels.

## Biographie

### Émigration aux USA
Flesch est né à Vienne, en Autriche et y a étudié le droit. En 1938, il fuit aux États-Unis pour éviter les conséquences de l'annexion de son pays par l'Allemagne nazie (Anschluss) et les persécutions antisémites. Une fois en Amérique, il étudia à l’Université Columbia et fit la connaissance d'Elizabeth Terpenning, qu'il épousa. Ils eurent six enfants : Anne, Hugo, Jillian, Katrina, Abigal et Janet. Flesch vécut la majeure partie de sa vie avec sa femme et ses enfants à Dobbs Ferry dans l'État de New York, un petit village au sud du comté de Westchester.
Flesch se fait d'abord connaître avec un pamphlet pédagogique : « Pourquoi Johnny ne sait pas lire » (Why Johnny can't read, And What You Can Do about It, 1955), une critique du mouvement des méthodes globales « Enseigner la lecture à vue », appelées en anglais look-say. Selon Flesch, ces méthodes sont inadéquates en ce qu'elles privilégient la mémoire visuelle du lecteur qui, confronté à un mot inconnu, sera désarmé. Flesch est partisan d'enseigner les langues par l'apprentissage des sons des graphèmes.

### Consultant en communication
Bientôt, par ses livres (The Art of Plain Talk, 1946 ; The Art of Readable Writing, 1949 ; How to Write Better, 1951) et ses prestations, il s'impose comme consultant en communication, fustigeant le jargon et le verbiage, et partisan du Plain English, récemment imaginé  par George Orwell (Politics and the English Language, 1946). Flesch consacre trois ouvrages à la promotion de cette langue simplifiée : The ABC of Style: A Guide to Plain English (1964), Rudolf Flesch on Business Communications: How to Say What You Mean in Plain English (1972), et How to Write Plain English: A Book for Lawyers and Consumers (1979).
Dans son essai How to Test Readability (1951), il propose des tests de lisibilité (les tests de lisibilité Flesch-Kincaid), fondés sur l’analyse syntaxique de surface, qui permettent d'évaluer la lisibilité d'un texte : par exemple, le texte de cette page recueille un indice de 55,6 (très difficile à lire).
Dans The Art of Clear Thinking (1951), Flesch vulgarise les résultats des enquêtes les plus récentes et les dernières avancées en psychologie et en pédagogie pour le grand public. Du titre de ce livre, il écrit en préface : « Il serait présomptueux d'expliquer à des adultes cultivés comment ils doivent réfléchir. Ce que j'ai simplement cherché à faire ici, c'est de rassembler un certain nombre de faits connus sur la pensée humaine et les exprimer en plain English »
Son essai Lite English (1983) réhabilite les expressions courantes et la langue parlée. Le sous-titre du livre est tout un programme : « Expressions courantes à utiliser quel que soit le contexte, et quoi qu'en pensent William Safire, John Simon, Edwin Newman et tous les puristes! » (Popular Words That Are OK to Use No Matter What William Safire, John Simon, Edwin Newman, and the Other Purists Say!).